# SilverReed EB50

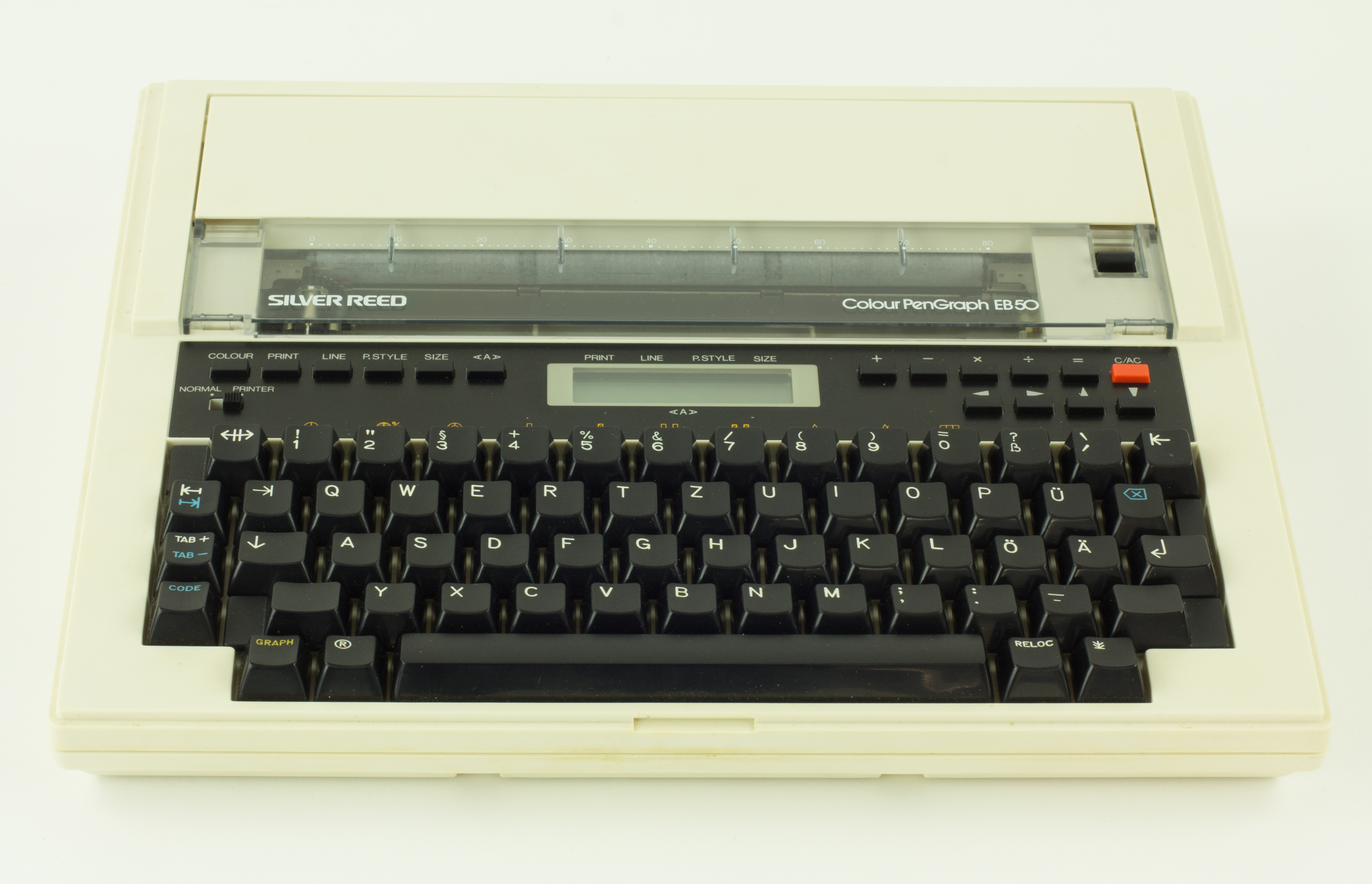
Silver Reed Colour PenGraph EB50, Deckel abgenommen

Der Silver Reed EB50 ist ein Walzenplotter mit Kugelschreiberminen.

## Funktion
Er kann sowohl (an einem Rechner angeschlossen) durch Programme angesteuert werden als auch als portable Schreibmaschine genutzt werden.
Die ungewöhnliche Kombination aus Schreibmaschine und Plotter wurde seit etwa 1984 hergestellt. Zum Schreiben nutzt der Plotter vier sehr kurze Kugelschreiberminen des Typs EA 850. Das Druckwerk wurde von der Firma ALPS gefertigt und in eine ganze Reihe von Plottern der frühen 1980er Jahre eingebaut, unter anderem in den Commodore VC-1520. Der Plotter schreibt auf normales Papier, z. B. in der Größe DIN A4.
Der Anschluss an einen Computer erfolgt (wie damals üblich) über die parallele Schnittstelle. Der Plotter kann nur mittels spezieller Programme gesteuert werden, weil er keine der verbreiteten Ausgabesprachen wie HPGL versteht.

## Besonderheiten
Als Schreibmaschine kann man mit dem Plotter direkt Texte und einfache Graphiken schreiben. Es ist kein Netzanschluss erforderlich; der Plotter kann mit 5 Batterien vom Typ D betrieben werden. Der Stift lässt sich mit der Tastatur frei über die Seite zur gewünschten Schreibposition bewegen. Mittels Sondertasten können einfache Graphiken wie z. B. Balkendiagramme ausgegeben werden. Ebenso ungewöhnlich für eine Schreibmaschine ist die Nutzung der bis zu vier Farben und die gedrehte Ausgabe des Textes.